# Vaejovis tilae
Espèce
Vaejovis tilae est une espèce de scorpions de la famille des Vaejovidae.

## Distribution
Cette espèce est endémique du Jalisco au Mexique. Elle se rencontre vers Tecolotlán.

## Description
Le mâle holotype mesure 300 mm, les mâles mesurent de 217,9 à 309 mm et les femelles de 234,2 à 338 mm.

## Systématique et taxinomie
Cette espèce a été décrite par Contreras-Félix, del-Pozo et Navarrete-Heredia en 2023.

## Étymologie
Cette espèce est nommée en l'honneur de Tila María Pérez Ortiz.

## Publication originale
- Contreras-Félix, del-Pozo & Navarrete-Heredia, 2023 : « A new species of Vaejovis from the mountains of west Mexico (Scorpiones: Vaejovidae). » Dugesiana, vol. 30, no 2, p. 229-245.